# آرثر جونز (عازف جاز)
آرثر جونز (بالإنجليزية: Arthur Jones)‏ هو عازف جاز أمريكي، ولد في 1940 في كليفلاند في الولايات المتحدة، وتوفي في 1998 في نيويورك في الولايات المتحدة.

## وصلات خارجية
- آرثر جونز على موقع ميوزك برينز (الإنجليزية)
- آرثر جونز على موقع ديسكوغز (الإنجليزية)